# Неожиданный (Хакасия)
Неожи́данный — посёлок в горно-таëжной местности на западе Аскизского района Хакасии у границы с Кемеровской областью.  

## География
Находится на реке Камзас. Расстояние до райцентра — с. Аскиз — 172 км, до Абакана — 252 км.
До с. Балыкса 10 км до п. Николаевка 4 км.
{{нет АИ 2|А также в поселке 7 улиц Дражная, Первомайская, Камзасская, Зеленая, Ильинка, Октябрьская, Юбилейная

## История
Поселок Неожиданный действительно имеет интересную и непростую историю. Основанный в 1835 году, он служил местом поселения для преступников и каторжников, осужденных по тяжким статьям. Эти люди выполняли тяжелую работу на местном золотодобывающем руднике, что было связано с большим риском и физическими нагрузками.
После Октябрьской революции многие из этих людей были реабилитированы, и им предоставили возможность вернуться к нормальной жизни. Интересно, что в отличие от жителей соседнего поселка Балыкса, где многие предпочли покинуть место своего заключения, большая часть бывших заключенных в Неожиданном решила остаться. Это решение, вероятно, было связано с тем, что они уже успели адаптироваться к местным условиям и построить свою жизнь в этом крае.
С течением времени на территории поселка начали развиваться сельскохозяйственные предприятия, что способствовало изменению образа жизни его жителей. Большинство из них переключились на работу в сфере сельского производства, что стало основным источником дохода и обеспечило возможность для создания новых сообществ и семей. 

## Население
| 2002 | 2010 |
| ---- | ---- |
| 189  | ↘117 |

Национальный состав
Русские, шорцы.